# 2009年9月越南熱帶性低氣壓
2009年9月越南熱帶性低氣壓是2009年太平洋颱風季的一個熱帶低氣壓，此熱帶性低氣壓在9月上旬為越南中部地區帶來強烈的降雨並造成當地淹水。早於9月1日，一道廣闊低壓區於北部灣形成，受到良好的環境影響，逐漸發展。9月4日，聯合颱風警報中心對其發布熱帶氣旋形成警告。受到南海高風切的影響，導致聯合颱風警報中心在翌日撤銷針對它所發布的警告。9月4日，熱帶性低氣壓曾一度登陸越南峴港市，但數小時後再度出海，進入南海中部，朝向西沙群島一帶。在9月8日，由於熱帶風暴彩虹的前身擾動也於南海形成為一熱帶性低氣壓，其強度因而迅速下減，翌日更與彩虹的雲系結合成一個系統。
儘管此熱帶性低氣壓並未直接登陸陸地，但其外部環流的影響也使得越南中部地區的降雨量達到430毫米。強烈的降雨造成越南中部多處淹水，並造成有6人死亡、3人失蹤。此熱帶性低氣壓造成越南中部地區多處房屋受損及農業災害。據越南官方統計資料顯示，廣南省的損失估計約為252萬美元。

## 氣象歷史
9月1日，一個廣闊的低壓區在南海形成。形成初期時，結構相當鬆散，並且緩慢往西移動。此低壓區在翌日開始發展出對流，由於系統北側有反氣旋，因此在系統的北側出現了出現了較弱的對流。受惠於低風切，系統的雨带開始發展，發展為熱帶系統的可能性開始增加。9月3日，日本氣象廳將其升格為熱帶性低氣壓，並開始進行追蹤，同時給予當年內部編碼第20號。
翌日，部分的低層環流中心（LLCC）與對流雲系分離，但聯合颱風警戒中心仍然對它發布熱帶氣旋形成警告，並認為受到高海溫的影響仍有機會增強 。受大陸高壓脊，以及與位於太平洋上的強烈熱帶風暴杜鵑產生藤原效應之影響，移動路線複雜多變。該系統所處的位置垂直風切增強，環境不利於此系統的發展，結構相當小而鬆散，導致聯合颱風中心撤銷針對它所發布的警告。
9月8日，聯合颱風警報中心在報文中表示該系統在越南沿海滯留並且逐漸消散，發展几率甚低。當日，日本氣象廳仍然認定該系統為熱帶性低氣壓。當日晚上，聯合颱風警報中心重新針對此系統進行監測，南海的風切逐漸變低導致此熱帶性低氣壓的雨帶開始整合，由於與土地的互動較少，因此以較低的速度移動。然而，熱帶風暴彩虹在9月8日於南海形成為一熱帶性低氣壓，導致此熱帶性低氣壓的強度迅速減弱並在當日晚間逐漸消散，殘留雲系在翌日與彩虹的雲系結合成一個系統。

## 影響
此熱帶性低氣壓造成越南至少6人死亡，同時也造成當地有3人失蹤及9人受傷。此系統的外部環流的影響也使得越南中部地區的降雨量達到430毫米。強烈的降雨造成當地多處淹水，順化市的最大降雨量測得540毫米。此熱帶性低氣壓造成中部地區傳統產業很大的災害，當地的漁業共有61萬隻魚死亡，而農業的部分共有870公頃稻田被摧毀。
此熱帶性低氣壓曾一度登陸越南峴港市，峴港市遭受暴雨並挾帶嚴重的洪水，有些地區的洪水深度為0.8公尺，由於許多居民無法通過淹水的街道，當地學校緊急關閉。一艘載小學六年級生的船被洪水推翻，淹沒在城市裡。峴港市有一名兩歲的溺水者在9月4日被淹死。連結南東縣及峴港市的14B號高速公路也被此熱帶性低氣壓所造成的洪水沖走。此熱帶性低氣壓造成廣義省共有2名漁民失踪並有5名漁民受傷，當地至少有三棟房屋遭受嚴重破壞。廣治省政府建議當地居民撤離至安全地區，以避免強降雨所造成的山洪。
受到此熱帶性低氣壓的影響，當地測得超過1.5公尺的長浪，並造成多處橋樑遭到沖刷，使得多處地區無法與外界聯繫。此熱帶性低氣壓也造成山靜縣有76座建築被摧毀。受到洪水的影響，共超過200棟房屋受損。越南當局表示，受到此熱帶性低氣壓的影響，共有1178艘船隻被吹至南海。在三岐市和富寧縣之間的山谷，共有超過1000戶家庭因為此熱帶性低氣壓而淹水。越南共有37.3萬學生，而全國有20%的學生被學校告知因洪水而停課，校方也緊急關閉以避免災害擴大。截至9月7日，廣南省的直接損失估計為112萬美元，傳統產業損失估計為140萬美元。
在其他地區，至少有100座建築物因為此熱帶性低氣壓而遭受毀損，並有超過2萬公頃的經濟作物被強降雨淹沒在洪水中。越南全國各地的灌溉工程系統損失高達16萬8千美元。